# 春園ショウ
春園 ショウ（はるその しょう、6月12日 - ）は、日本の漫画家。主にボーイズラブ漫画誌で活躍している。

## 経歴・人物
2016年2月、pixivで発表していた「佐々木と宮野のちょっとした話。」を連載化した「佐々木と宮野」をWebマンガサイト・ジーンピクシブで連載開始。代表作の1つとなった『佐々木と宮野』は2022年1月にテレビアニメ化し、2023年2月に映画化した。

## 作品リスト

### 単行本
- 佐々木と宮野シリーズ
  - 『佐々木と宮野』（既刊10巻、2016年 - ）
  - 『平野と鍵浦』（既刊5巻、2019年 - ）
- 『舞台に咲け！』（既刊3巻、2020年 -　）

### その他
- 『平野と鍵浦 ノベル』(MFCジーンピクシブシリーズ、2018年10月)
- 『ノベル佐々木と宮野 1年生』(MFCジーンピクシブシリーズ、2020年3月)
- 『ノベル佐々木と宮野 2年生』(MFCジーンピクシブシリーズ、2022年1月)
- 『Candy : 春園ショウアートコレクション』（KADOKAWA、2022年3月）
- 『佐々木と宮野公式アンソロジーコミック』(MFCジーンピクシブシリーズ、2022年4月)
- 『佐々木と宮野コンプリートガイド-卒業編-』（KADOKAWA、2023年9月）